# 陳厝寮
陳厝寮，原寫為陳厝藔，是臺灣嘉義縣民雄鄉的一個傳統地域名稱，位於該鄉東北部。相較於今日行政區，其範圍大致為三興村不含西北端。

## 歷史
台灣日治初期，陳厝寮地區為一街庄（舊制街庄），稱為「陳厝藔庄」，隸屬於打貓東下堡。該庄輪廓略呈正三角形，其西北與好收庄為鄰，東北與中坑庄、葉仔藔庄為鄰，南邊為松仔腳庄。
1901年（日治明治三十四年）11月11日，全台設置二十廳，該庄隸屬於嘉義廳。1904年（明治三十七年）2月15日，該庄編入「大崎腳區」，隸屬於嘉義廳。1909年（明治四十二年）10月25日，全台整併二十廳為十二廳，該庄仍隸屬於嘉義廳。1910年（明治四十三年）1月18日，各區管轄區域調整，該庄仍隸屬於嘉義廳的「大崎腳區」。
1920年（大正九年）10月1日，全台廢十二廳改設五州二廳，該庄改制並雅化為「陳厝寮」大字，隸屬於臺南州嘉義郡民雄庄（新制街庄）。
戰後民雄庄改制為民雄鄉，隸屬於臺南縣，大字亦改制為村。1950年（民國39年）10月，雲、嘉、南分治，民雄鄉改隸屬於嘉義縣。

## 聚落
本地區發展較早的聚落為陳厝藔，在日治期初期的官方地圖上已有記載。此外，本地區尚有溪底廍聚落。

## 交通
縣道162乙線是大林至大崎的道路，經過本地區西北部凸出部分的西北端。由該道路北行可前往大林鎮大林市區南側，並止於縣道162號轉角路口暨鄉道嘉99線路口；南行可前往南鄰大崎腳地區，並止於縣道166號路口。
鄉道嘉104-2線是溪底部至田頂的道路。
鄉道嘉106線是菁埔至大草埔的道路。
鄉道嘉106-1線是山仔腳至麻園寮的道路。
鄉道嘉106-2線是陳厝寮至松仔腳的道路。

## 學校
- 國立中正大學
- 三興國小